# Il fichissimo del baseball (singolo)
Il fichissimo del baseball è un singolo promozionale del gruppo I Cavalieri del Re, pubblicato nel 2011.

## Descrizione
Il singolo è stato prodotto direttamente dall'autore tramite la sua etichetta Tre Effe Music. Scritto da Riccardo Zara nel periodo in cui il gruppo era passato all'etichetta Durium, non venne mai stampato a causa della scomparsa del proprietario della casa discografica, Jan Milton. Dopo questa sigla il gruppo si sciolse definitivamente, tornando alle sigle solo nel 2000 con Caro fratello. Il brano verrà pubblicato solo nel 2001 nella compilation I Cartoonissimi.
Sul lato b è incisa una versione strumentale realizzata dal maestro Zara nel 2011, prima che il master originale venisse reperito e restaurato. Il singolo è un 45 giri promozionale non destinato alla vendita allegato alle ultime 100 copie della prima tiratura del cofanetto antologico "Opera Omnia" ed alle prime 100 della seconda tiratura.

Nel 2011 venne realizzata una seconda stampa del 45 giri promozionale non destinato alla vendita allegato alle prime 200 copie della prima tiratura del cofanetto antologico "Opera Omnia".